# 桜井吉晴
桜井 吉晴（さくらい よしはる、? - 慶長10年（1605年））は、戦国時代から江戸時代初期の武将。越後国魚沼郡広瀬の地侍で、越後上杉氏家臣。通称・三介、三助。名を晴吉とするものもあるが誤記か。

## 略歴
天正6年（1578年）御館の乱では上杉景勝を支持し、佐藤平左衛門らとともに広瀬城を守備し、翌天正7年（1578年）には下倉城に進軍して武功を挙げる。以後も平左衛門らとともに下倉城や栃尾城を牽制した。天正10年（1582年）からは越中に転戦し、天正12年（1584年）根知城に配された。慶長3年（1598年）会津移封後は檜原城に在城、慶長6年（1601年）米沢移封後は260石を領した。
家督は慶長10年（1605年）に嫡子勘左衛門の次男義直が継いでいる。

## 登場作品
- 天地人（2009年、NHK大河ドラマ、演：松尾諭）[注釈 1]